# Flaque d'eau
« Flaque » redirige ici. Pour les articles homophones, voir Flack et Flak.

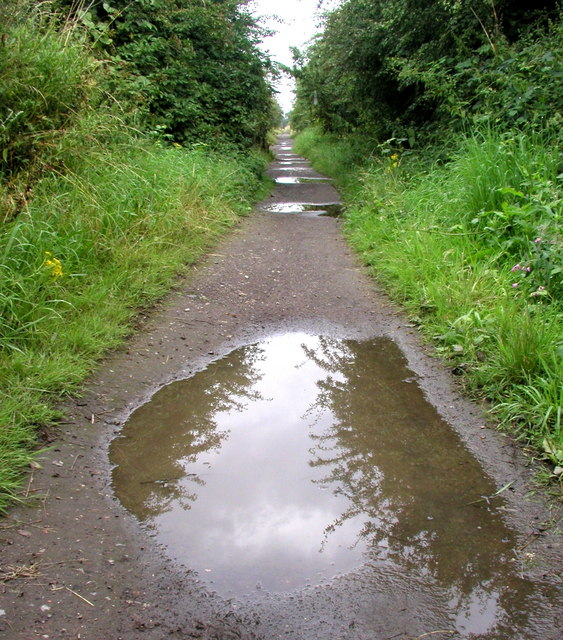
Flaques dans un chemin au Royaume-Uni.

Une flaque d'eau ou simplement flaque, généralement appelée gouille en Suisse romande, est une petite étendue d'eau temporaire constituée par l'accumulation d'eau, généralement de pluie, dans un creux suffisamment imperméable du sol.
Le flaquage est la formation de flaques d'eau.
Une flaque mesure généralement de quelques dizaines de centimètres à quelques mètres de diamètre ou de longueur. Une fois les apports en eau terminés, une flaque disparaît en quelques heures à quelques jours ou semaines suivant les conditions météorologiques et climatique, pédologiques et son étendue, par infiltration et/ou évaporation de l'eau.
Sur une chaussée, elle peut provoquer l'aquaplanage d'une automobile.

## Écologie
Malgré leur caractère éphémère (on les a autrefois classées parmi les « milieux passagers », les flaques peuvent abriter des écosystèmes spécifiques, certaines espèces animales ou végétales (algues et nostocs par exemple) s'accommodant de cette caractéristique telles des amphibiens, des insectes tels qu'hydracariens, larves de moustiques, etc. qui peuvent s'y réfugier voire y pondre leurs œufs. Certains animaux viennent y boire.
La croissance des organismes à sang froid qui y vivent est parfois accélérée par le fait que l'eau (si la flaque est très ensoleillée) se réchauffe plus vite, et parce qu'elle est souvent plus riche en minéraux et parfois en nutriments. Par contre sur un sol pollué, l'eau de la flaque peut plus rapidement se contaminer à partir de produits toxiques présents dans le substrat.

### Paléoécologie
Dans certains paléoenvironnements, les flaques faisaient partie intégrante du paysage, dont par exemple dans les Vosges du Nord pendant toute la durée du Buntsandstein 

### Agroécologie
Sur les chemins agricoles et dans les champs labourés, les flaques d'eau persistantes sont généralement malvenues, les fossés et diverses formes de drainage ou d'amélioration du sol visent à évacuer l'eau des flaques. Des modélisations visent à mieux comprendre la manière dont l'eau circule ou stagne ou s'infiltre sur les surfaces agricoles .

### Hydroécologie
En 2016, il a été démontré que la chute de gouttes de pluie dans une fine couche d'eau crée un aérosol de micro et nanoparticules organiques, minérales, incluant des spores fongiques, des bactéries et des restes de plantes et d'animaux morts. Ce phénomène avait été photographié et étudié dès 1955 par A. H. Woodcock qui avait clairement montré qu’il pouvait contribuer à la pollution de l’air quand il pleut par exemple sur certains déchets industriels ou boues d'épuration . 
D’autres auteurs (tel Blanchard en 1989) ont ensuite expliqué comment ces aérosols se formaient également en mer. 
On a récemment (2015) montré que cette « brume induite » par la pluie peut repolluer ou polluer l’air, mais qu’elle peut aussi générer de nouvelles pluies (en ensemençant les nuages). Une partie des micro-aérosols formés après l’éclatement des bulles d’air créées par la chute de gouttes de pluie dans de l’eau non pure se déshydrate et se diffuse dans l’atmosphère sous forme de « nanosphères » (de 0,5 µm de diamètre et principalement composées de carbone, d’oxygène et d’azote). Leur mécanisme de formation a été d’abord étudié en laboratoire, en filmant à fort grossissement et grande vitesse une pluie artificielle , puis le phénomène a été étudié par des chercheurs américains en plein air grâce à la microscopie à haute résolution appliquée à l’étude de particules en suspension dans l'air recueillie l’année 2014 dans les masses d’air circulant au dessus des grandes plaines agricoles de l'Oklahoma. Un à deux tiers des particules aérotransportées étaient des nanoparticules issues des sols agricoles. Une partie des pesticides et nitrates trouvés dans l’air et ensuite transportés par les vents ou rabattus au sol par de nouvelles pluies pourraient venir de ce processus. Les impacts des nouvelles  gouttes de pluie créent des éclaboussures et de petites  bulles d'air qui remontent vers le haut et éclatent en arrivant à la surface du film d’eau ou des flaques.
L'éclatement de chacune de ces bulles projette dans l’air des nano-gouttelettes qui formeront une très fine brume enrichie en matière organique. Cette brume se déshydrate ensuite en formant les minuscules billes sphériques solides observables  au microscope. Selon cette étude une pluie légère ou modérée semble plus efficace pour produire cet aérosol que quand elle est constituée de grosses gouttes, car produisant plus de bulles d’air. Le fait qu'une mare se soit formée sur un sol labouré, un sol urbain poussiéreux ou un sol densément végétalisé a donc de ce point de vue  une importance.
Quand les véhicules roulent sur des flaques d'eau qui se sont accumulées sur une chaussée polluée, ils créent un aérosol d'eau polluée qui peut être transporté par le vent.
En zone tropicale, des flaques un peu trop persistantes sont des gîtes pour des moustiques vecteurs de maladies (anophèle par exemple).